# Steve Bradley
Steven Carl Bradley (16 luglio 1963) è un ex giocatore di football americano statunitense che ha giocato nel ruolo di quarterback nella National Football League (NFL). Al college giocò a football all'Università dell'Indiana

## Carriera
Bradley fu scelto dai Chicago Bears nel corso del dodicesimo giro (316º assoluto) del Draft NFL 1986. Entrò a fare parte della squadra nella stagione successiva, la sua unica come professionista, durante lo sciopero dei giocatori di quell'anno, terminando con 77 yard passate, 2 passaggi da touchdown e 3 intercetti subiti.

## Statistiche
| Yard passate  | 77   |
| Touchdown     | 2    |
| Intercetti    | 3    |
| Passer rating | 45,1 |